# Pupuke Robati
Sir Pupuke Robati, KBE (9 aprile 1925 – 26 aprile 2009), è stato un politico cookese, primo ministro delle Isole Cook dal 29 luglio 1987 al 1º febbraio 1989.

## Biografia
Robati era originario dell'isola di Rakahanga. Studiò medicina presso la Fiji School of Medicine e si laureò come chirurgo nel 1948. Lavorò a Rarotonga, Mangaia e Atiu, fino a diventare direttore della sanità pubblica delle Isole Cook. Nel 1966, si laureò presso la Facoltà di Medicina dell'Università di Otago in Nuova Zelanda.
Robati è stato presidente della Federazione di pugilato dilettantistica delle Isole Cook per più di 30 anni.
È morto ad Auckland, in Nuova Zelanda, ed è stato sepolto a Rzakahanga.

## Carriera politica
Robati venne eletto al Parlamento delle Isole Cook alle elezioni del 1965 come rappresentante indipendente del distretto di Rakahanga. Successivamente venne rieletto alle elezioni altre otto volte, poi entrò a far parte del Partito Democratico.
Nel 1978, Robati venne nominato Vice Primo ministro dall'allora Premier Tom Davis. Il 29 luglio 1987, Davis si dimise dopo che non riuscì per tre volte a far passare la legge di bilancio in Parlamento, e Robati giuro come Primo Ministro. La sconfitta del Partito Democratico alle elezioni del 1989 pose fine al mandato di Primo Ministro di Robati.
Dal 2001 al 2004 ricoprì il ruolo di Presidente del Parlamento delle Isole Cook. Alle elezioni del 2004, Robati ha perso il seggio a favore del candidato indipendente Piho Rua, l'elezione è stata successivamente oggetto di una petizione elettorale conclusasi a favore di Rua. Questa sconfitta segnò la fine della sua carriera politica.

## Onorificenze
Nel 1977, Robati ha ricevuto la Medaglia del giubileo d'argento di Elisabetta II. Nel 1991 è stato nominato Ufficiale dell'Ordine dell'Impero Britannico e nel 2001 Cavaliere dalla Regina Elisabetta II.